# سینما ساویز
پردیس سینمایی ساویز یک سینما در شهر کرج، ایران است.
این سینما که مالکیت آن خصوصی می‌باشد در سال ۱۳۸۱ با ۳ سالن افتتاح شده‌است.